# 岡本武行
岡本 武行（おかもと たけゆき、1967年12月8日 - ）は、東京都出身の元サッカー選手、サッカー指導者。現役時代のポジションは、ディフェンダー。

## 来歴
選手時代は、大宮アルディージャの前身であるNTT関東サッカー部で、ディフェンダーとしてプレー。
現役引退後は、1997年から指導者としてトップチームでGKコーチ、2002年から2003年までユースの監督を務めた。2004年に強化・育成部へ入り、2010年、強化・育成部門全体を指揮するゼネラルマネージャーに就任。同年、JFA公認S級コーチライセンスを取得。
2012年5月、成績不振による鈴木淳の監督解任に伴い、後任のベルデニックが6月に監督就任するまでの間、ナビスコカップ2試合を監督代行として指揮した。
2013年8月11日、ベルデニックの監督解任に伴い、監督代行に就任。リーグ戦1試合の指揮を執り、8月20日に退任。同年シーズン終了後、GM職も退任した。
2021年1月12日、WEリーグに参加する大宮アルディージャVENTUSの初代監督に就任すると発表された。

## 所属クラブ
- 本郷高校
- 国士舘大学
- NTT関東サッカー部

## 指導歴
- 1997年 - 1998年 NTT関東サッカー部 GKコーチ
- 1999年 - 大宮アルディージャ
  - 1999年 - 2001年 トップチーム GKコーチ
  - 2002年 - 2003年 ユース 監督
  - 2004年 - 2007年 強化担当
  - 2007年 - ユース 総監督
  - 2008年 - 強化・育成部長育成センター長
  - 2009年 - 育成部長
  - 2010年 - 2013年 ゼネラルマネージャー
    - 2012年5月 - 6月 トップチーム 監督代行
    - 2013年8月 トップチーム 監督代行

  - 201x年 - 2020年 育成普及本部長
  - 2021年 -  大宮アルディージャVENTUS 監督

## 監督成績
| 年度 | 所属 | クラブ | リーグ戦 | リーグ戦 | リーグ戦 | リーグ戦 | リーグ戦 | リーグ戦 | カップ戦       | カップ戦 |
| 年度 | 所属 | クラブ | 順位     | 勝点     | 試合     | 勝       | 分       | 敗       | ナビスコ杯     | 天皇杯   |
| ---- | ---- | ------ | -------- | -------- | -------- | -------- | -------- | -------- | -------------- | -------- |
| 2012 | J1   | 大宮   | -        | -        | -        | -        | -        | -        | 予選リーグ敗退 | -        |
| 2013 | J1   | 大宮   | 5位      | 0        | 1        | 0        | 0        | 1        | -              | -        |

- 2012年、2013年は監督代行